# Monumento à Memória de Vítimas de Lubin '82

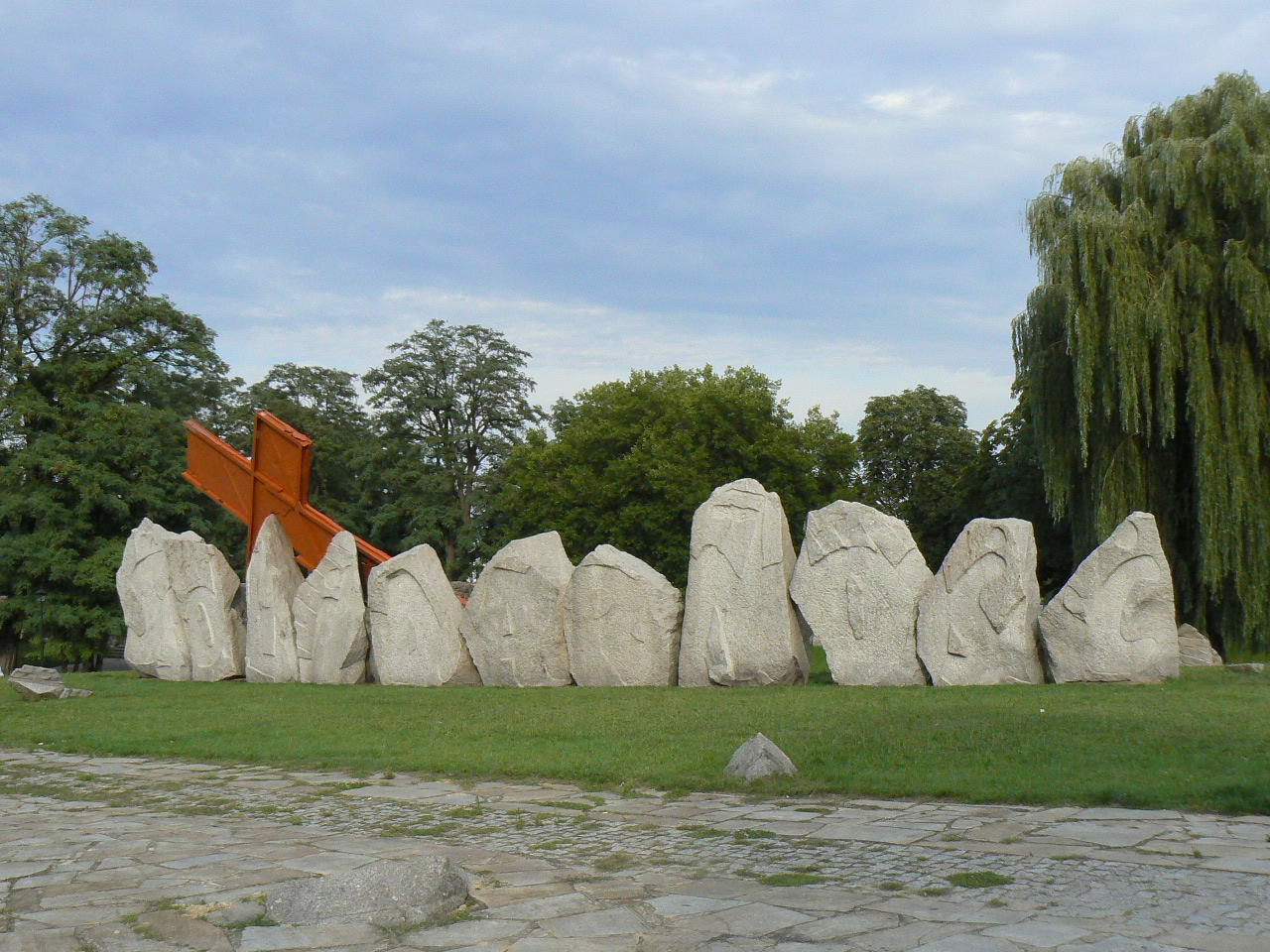
Monumento à Memória de Vítimas de Lubin '82

O Monumento à Memória de Vítimas de Lubin '82 – inaugurado no dia 31 de Agosto de 1992 no X aniversário da Crime de Lubin perto da Colina de Castel em Lubin, numa localização onde ocorriam os acontecimentos trágicos do dia 31 de Agosto de 1982, quando a Milícia Civil reprimiu uma manifestação pacífica contra a lei marcial. Os funcionários assinaram 3 pessoas, feriram dezenas.        
Na inauguração oficial tomou parte entre outros padre cardeal Henryk Gulbinowicz.
O monumento compõe-se de 11 rochas. Em cada rocha está gravada uma letra. Todas compõem a palavra Solidarność (Solidariedade). 3 rochas estão estribados na cruz, na qual na superfície ficam marcas petrificadas de solas e pneus. O monumento e o projeto de Zbigniew Frączkiewicz. A concepção do autor instaura, apesar do monumento principal, a criação dos 2 monumentos menores. O monumento principal (uma pedra singular sob a cruz) e dedicado a Michał Adamowicz, os 2 monumentos menores (duas rochas sob a cruz) são dedicados a Mieczysław Próżniak e Andrzej Trajkowski. Três monumentos estão localizados nos postos onde os homens morreram. Em cada rocha estão gravados seus apelidos precedidos por sigla de Santa Memória, o texto Faleceu no dia 31.08.1982 e por as sentenças: Po tym jednym czynie osądźcie ich wszystkich (em rocha de Michał Adamowicz) e Milczą, a jednak wołają (em rocha de Mieczysław Poźniak e Andrzej Trajkowski).

## Localização
O monumento fica perto da Colina de Castel (ali conduzem as ruas Piastowska e Bolesława Chrobrego da praça do Mercado) na distância de cerca de 150 m da Câmara Municipal. A rocha da memória de Michał Adamowicz fica perto da Colina de Castel, perante a passarela no rio Baczynce. As rochas de Mieczysław Poźniak e Andrzej Trajkowski estao localizadas no cruzamento das ruas Wrocławska e Odrodzenia (cerca de 150 m da Câmara Municipal). Nos arredores da Colina de Castel e Mercado circulam os autocarros do transporte público. As fermatas mais próximas "Cuprum Arena – Kopernika" e "Paderewskiego – rondo".

## Galeria

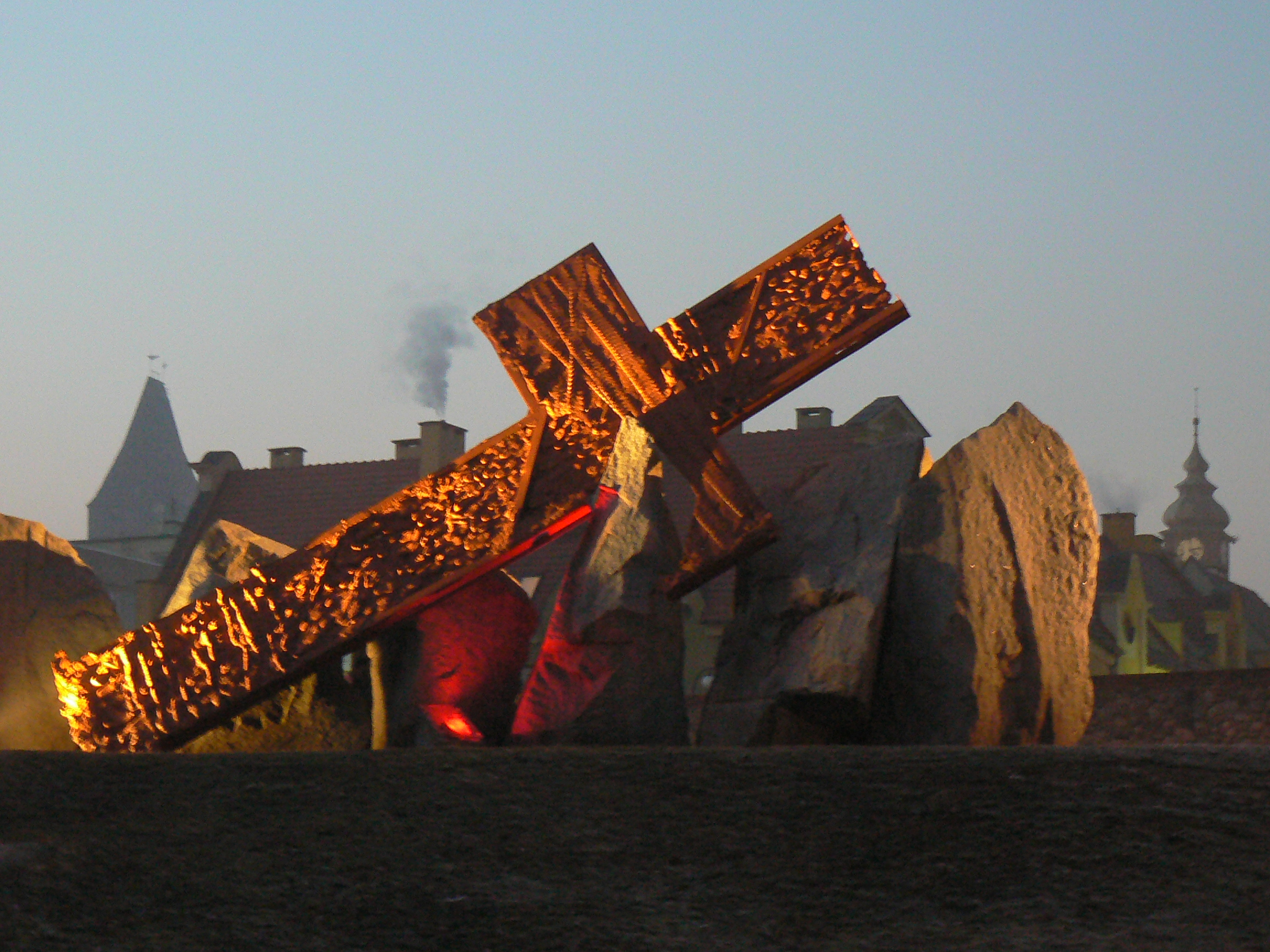
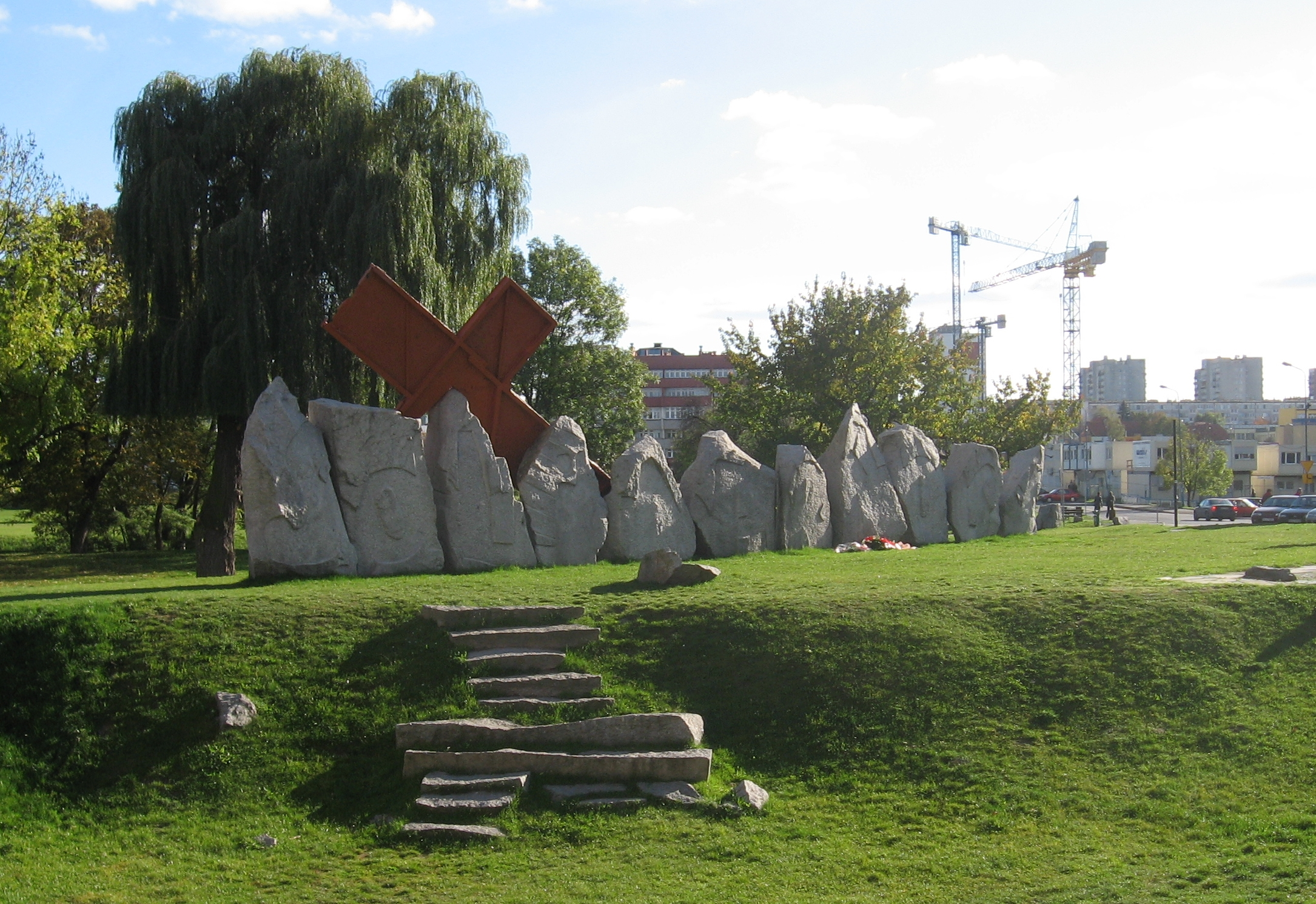
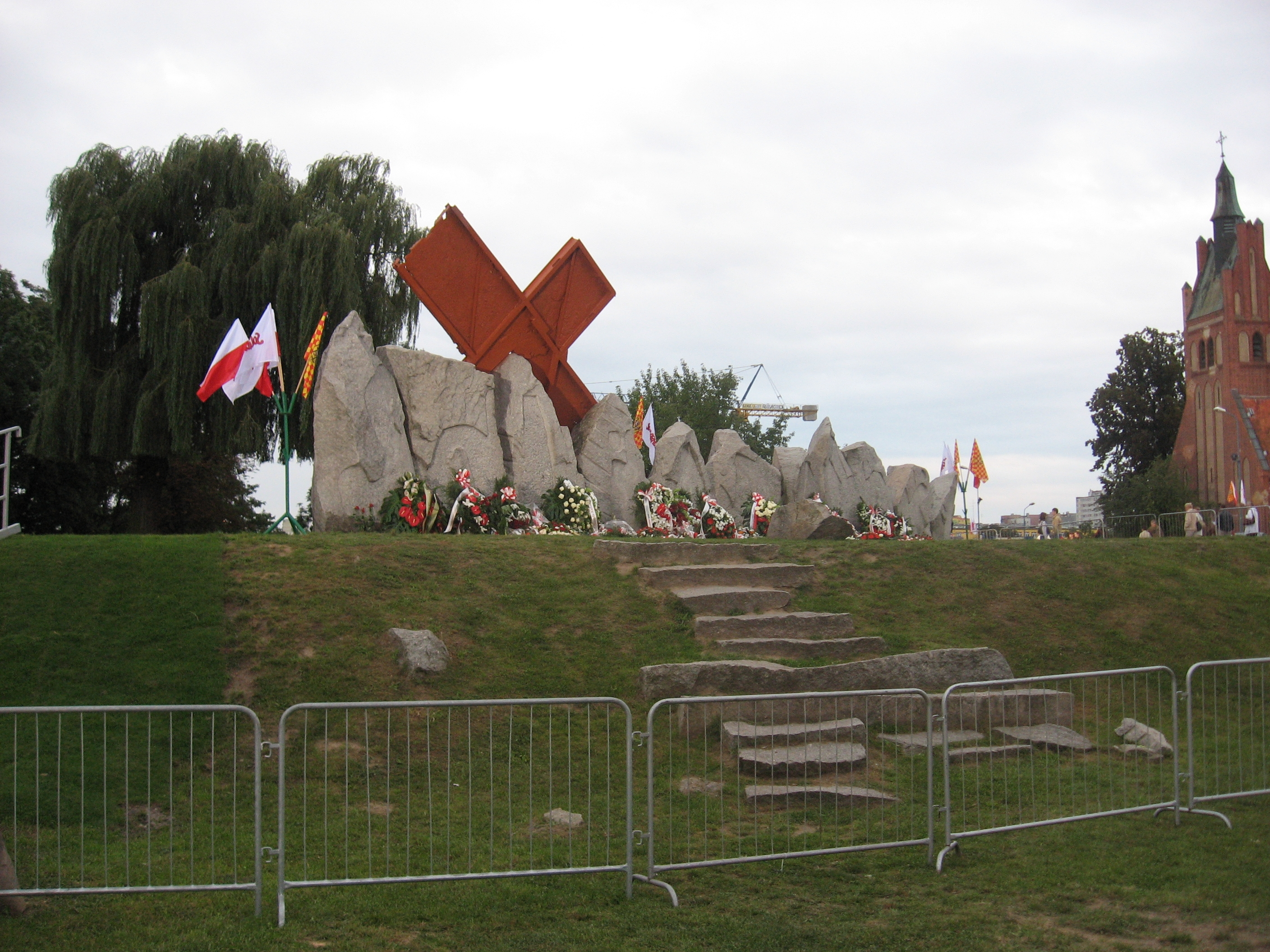